# Ana Mendieta
Ana Maria Mendieta (* 18. November 1948 in Havanna, Kuba; † 8. September 1985 in New York, NY) war eine kubanisch-US-amerikanische Künstlerin. In den dreizehn Jahren ihrer Künstlerkarriere arbeitete sie mit Performance, Land Art, Konzeptkunst, Fotografie und Film. Im Alter von elf Jahren wurde die aus einer regimekritischen Familie stammende Mendieta von Kuba nach Iowa geschickt, wo sie 1972 ihr künstlerisches Schaffen begann. In den folgenden Jahren arbeitete sie nicht nur mit den verschiedenen Medien, sondern auch zwischen den Kulturen: So realisierte sie ihre künstlerischen Projekte außer in Nord- auch in Zentralamerika, in der Karibik und in Europa.
In ihren Werken beschäftigte Mendieta sich unter anderem mit dem menschlichen Körper, Sexualität und Fragen der Identität, wobei sie oft mit Blut sowie mit natürlichen Materialien und Feuer in der Landschaft arbeitete. Ihre Performances in der Landschaft beschrieb sie mit dem Begriff earth-body work. Einige ihrer Kunstwerke gelten als Ikonen der Kunst der 1970er-Jahre und der lateinamerikanischen Kunst der zweiten Hälfte des 20. Jahrhunderts. Auch wenn Mendieta selbst sich kategorialen Zuschreibungen wie lateinamerikanisch und feministisch entzog und sich als transkulturelle und transmedial arbeitende Künstlerin verstand, wird sie als bedeutende feministische Künstlerin rezipiert.
Mendieta stürzte am Morgen des 8. Septembers 1985  unter ungeklärten Umständen aus dem Fenster ihrer im 34. Stockwerk befindlichen Wohnung. Ihr Ehemann Carl Andre wurde in einem Mordprozess 1988 aufgrund begründeter Zweifel freigesprochen. Der Tod Mendietas und ihre periphere Position im Kanon im Gegensatz zum Erfolg Andres blieben Gegenstand von Protesten und Kritik an den Institutionen der Kunstwelt.

## Leben und Werk

### Kindheit und Studium
Ana Mendieta wurde am 18. November 1948 in Havanna geboren. Sie entstammte einer prominenten Familie der kubanischen Politik und Gesellschaft. Ihr Vater, Ignacio Mendieta, war ein anfänglicher Unterstützer von Fidel Castro und dessen kubanischen Revolution, entwickelte sich jedoch zu deren Gegner, als er aufgefordert wurde, seinen katholischen Glauben aufzugeben und der kommunistischen Partei beizutreten. Als er herausfand, dass seine beiden Töchter, die elfjährige Ana und die fünfzehnjährige Raquelín, sich an heimlichen Aktionen gegen das Regime beteiligten, schickte er diese am 11. September 1961 unterstützt von der Operation Pedro Pan des Erzbistums Miami in die USA. Durch die Vermittlung dieses katholischen Wohltätigkeits-Netzwerkes wurden die Schwestern drei Wochen später erst in ein Heim in Dubuque, Iowa geschickt und wuchsen dort anschließend bei drei verschiedenen Pflegefamilien und in einem Internat auf. Andere Autoren geben an, dass die beiden Schwestern für fünf Jahre nur in verschiedenen Pflegefamilien untergebracht waren. 1965 wurde Ingacio Mendieta zu 20 Jahren Haft verurteilt, weil ihm Kollaboration mit der CIA im Vorfeld der Kuba-Krise vorgeworfen wurde. Im selben Jahr schloss Ana Mendieta die High School ab und begann ein Studium am Briar Cliff College in Sioux City. Im folgenden Jahr konnten ihre Mutter Raquel Mendieta und ihr jüngerer Bruder Ignacio mit einem der Freedom Flights Kuba zu verlassen. Sie siedelten sich Cedar Rapids, Iowa, in der Nähe der beiden Schwestern an, während der Vater weiterhin inhaftiert blieb.
1967 wechselte Mendieta an die Iowa State University. Dort studierte sie im Herbstsemester Kunst und Kultur indigener Völker. 1970 begann sie ihr Aufbaustudium der Malerei an der Iowa State. In dieser Zeit lernte sie den Künstler Hans Breder, der Professor an ihrer Universität war, kennen, mit dem sie in der Folge eine professionelle und romantische Beziehung bis in den Sommer 1980 verband. Breder richtete 1970 ein Intermedia Program als Studiengang ein und war Mitgründer des Center for New Performing Arts (CNPA) der Universität. Mendieta stand für Breder Model und nahm an den CNPA-Workshops von Robert Wilson teil. So war sie an dessen Produktionen Handbill und Deafman Glance beteiligt. Zu dieser Zeit kam sie also mit der künstlerischen Avantgarde der 1970er-Jahre in Kontakt, durch die sie Kunstbewegungen wie den Wiener Aktionismus kennenlernte. 1971 reiste sie nach Mexiko, wo sie einen Sommerkurs in Archäologie absolvierte. Im Jahr 1972 erhielt Mendieta ihren Master of Fine Arts in Malerei, gab in der Folge jedoch die Malerei auf. Stattdessen wandte sie sich der Performance und Mixed Media zu.

### Künstlerische Anfänge: Zwischen Iowa und Mexiko
Im Jahr 1972 schuf Mendieta mit Grass on Woman sowohl ihr erstes Erd-Körper-Kunstwerk, als auch ihre erste Performance Death of a Chicken. Letztere präsentierte sie im Intermedia Studio, wobei sie das Blut eines geköpften Huhns über ihren Körper spritzen ließ. Im folgenden Jahr intensivierte sie ihre Beschäftigung mit Blut als Medium. Angeregt von der Vergewaltigung und dem Mord einer Studentin der Iowa State schuf Mendieta Werke wie Rape Scene, die Gewalt gegenüber Frauen thematisierten. Im Sommer 1973 reiste sie mit Breder und einer Gruppe von Studenten seines Intermedia-Programms nach Mexiko. In der präkolumbischen Stätte Yagul in Oaxaca schuf Mendieta ihre ersten Siluetas. Im folgenden Sommer kehrte sie mit Breder nach Mexiko zurück, wo sie in Yagul und dem ehemaligen Convento Santiago Apóstol in Cuilapán de Guerrero weitere Siluetas anfertigte. In dem Fischerdorf La Ventosa in der Nähe von Salina Cruz drehte sie Bird Runs und Ocean Bird Washup. Nachdem sie Siluetas am Old Man's Creek in Iowa geschaffen hatte, kehrte Mendieta auch 1975 mit Breder nach Oaxaca zurück. Im Herbst 1975 arbeitete sie erstmals mit Feuer, wobei ihr Julius Schmidt assistierte, der sie mit dem Umgang mit Pyrotechnik vertraut machte. Im Frühjahr 1976 reiste Mendieta gemeinsam mit Breder nach Europa, wo sie die Performance Blood and Feathers aufführte. Im Sommer kehrte sie mit ihm erneut nach La Ventosa zurück, wo sie Siluetas mit natürlichen Materialien und an einem Abend mit Hilfe eines lokalen Pyrotechnikers auch mit Feuer ausführte. Nach ihrer Rückkehr nach Iowa im Herbst begann Mendieta ihre Serie Tree of Life. 1977 setzte sie ihre Arbeit an den Siluetas fort, die sie zu Jahresbeginn und -ende auch in Schnee und Eis ausführte. Inspiriert von ihrem wachsenden Interesse an Bildern von Göttinnen und Begräbnisthemen, begann Mendieta im Sommer am Old Man's Creek eine Serie, die sich Fetischen und der Göttin Ixchel widmete. Daneben setzte sie ihre Arbeiten mit Feuer fort, indem sie mit Pyrotechnik Figuren in die Erde, Gras und Baumstümpfe brannte.

### Etablierung im Kunstbetrieb: New York, Kuba, Rom
1978 zog Ana Mendieta in der Hoffnung sich weiter als Künstlerin etablieren zu können nach New York. Dort führt sie im Franklin Furnace Archive die Performance Body Tracks durch. Sie setzte auch weiterhin ihre Arbeit an den Siluetas fort. Mendieta führte unter anderem erstmals eine solche in einem Museum, der Amelie A. Wallace Gallery der State University of New York at Old Westbury, aus. Im Sommer 1978 legte sie weitere in der Landschaft von Upstate New York und in Iowa an. Im folgenden Jahr sah Mendieta ihren Vater erstmals seit achtzehn Jahren wieder. In der Folge nahm sie die Gelegenheit wahr, mit Hilfe von in New York ansässigen Kulturinstitutionen nach Kuba zu reisen. Im Sommer kehrte sie nach Iowa zurück, wo sie Variationen ihrer Serien Tree of Life und Volcano schuf. Im Herbst 1979 lehrte Mendieta als Assistenzprofessorin an der State University of New York at Old Westbury. Sie wurde zudem Mitglied der Frauen-Galerie A.I.R., in der sie während ihrer ersten Soloausstellung am 12. November 1978 den minimalistischen Bildhauer Carl Andre kennenlernte.
Im Januar 1980 kehrte Mendieta nach Kuba zurück. Die Reise wurde vom Círculo de Cultura Cubana, einer Organisation von Exilkubanern für den kulturellen Austausch zwischen Kuba und den Vereinigten Staaten, organisiert. Neben ihrer Lehrtätigkeit in Old Westbury war sie Gastkünstlerin an der Kean University in New Jersey. Für die Gruppenausstellung Art Across the Park im Central Park schuf Mendieta ein Werk mit Schwarzpulver im Haarlem Meer, einem See am nordöstlichen Ende des Parks. Im Sommer 1980 kehrte sie mit Breder ein letztes Mal nach Oaxaca und insbesondere La Ventosa zurück, wo sie Arbeiten mit Schwarzpulver filmte und Figuren in Uferböschungen ritzte. Nach dieser Reise endete die romantische Beziehung zu Breder, während sich die zu Andre vertiefte. 1981 besuchte Mendieta im Januar und Juli erneut Kuba, wo sie in Varadero und Jarusco die Rupestrian Sculptures als geritzte und kolorierte Figuren in Kalkstein ausführte. Im März dieses Jahres legte sie für das Washington Project for the Arts eine Silueta auf einem Friedhof in Georgetown, Washington, D.C. an; im Mai folgte eine für die La Cuarta Bienal in Medellín. Im September 1981 lehrte sie als Gastkünstlerin am Alfred State College der State University of New York. Im Herbst dieses Jahres reiste sie nach Miami. Dort führte sie in der Frances Wolfson Gallery des Miami Dade College Ceiba Fetish und Ochún aus. In ihrem New Yorker Apartment beginnt sie, Zeichnungen anzufertigen.
Als Gast von Real Art Ways und der Hartford Art School schnitzte Ana Mendieta 1982 eine Figur namens Arbitra in einen Baumstumpf. Dank der Unterstützung durch den Geschäftsmann Arthur Rodale konnte sie ebenfalls in einem Steinbruch in Fogelsville, Pennsylvania arbeiten. In Scarborough, Toronto schnitzte Mendieta das Labyrinth of Venus in eine Felswand am Ontariosee. Im Oktober 1982 zeigte sie im Lowe Art Museum in Miami vier Skulpturen aus Pflanzen und Steinen in einer Einzelausstellung. Auf Einladung des University of New Mexico Art Museum in Albuquerque führte sie auf dem Campus der University of New Mexico Spiralen aus Matsch aus. Neben diesen Ausstellungen und Projekten begann Mendieta im Herbst 1982 auch damit, ein Buch zur Dokumentation der Rupestrian Sculptures auf Kuba aus dem Vorjahr vorzubereiten. 1983 legte sie Spiralen aus Sand auf verschiedenen Stränden von Cape Cod und Long Island an. Mendieta wurde mit dem Rompreis der American Academy in Rome ausgezeichnet, der mit einem einjährigen Studioaufenthalt in Rom ab Oktober 1983 dotiert war. Dort führte sie 1984 flache Bodenreliefs aus Sand, Erde und Bindemittel aus, die in der Galleria Primo Piano ausgestellt wurden. Gemeinsam mit einem italienischen Handwerker schuf sie außerhalb Roms Totemfiguren aus verbrannten und geschnitztem Holz. Um ihren Aufenthalt zu verlängern, mietete Mendieta ein Apartment und Studio auf dem Gelände der American Academy an. Gemeinsam mir Carl Andre reiste sie durch Europa und besuchte unter anderem Pompej, Cerveteri, sowie prähistorische Stätten auf Malta und Newgrange in Irland, die ihr als Inspiration für die Entwicklung von Kunstwerke großen Ausmaßes dienten. Mendieta nahm zudem 1984 neben Alice Aycock, Nancy Holt, Mary Miss und Robert Stackhouse an der Ausstellung Land Marks: New Site Proposals by Twenty-two Original Pioneers of Environmental Art am Bard College teil.

### Lebensende
Am 17. Januar 1985 heiratete Mendieta Carl Andre in einer privaten Feier in Rom. Vom Otis Art Institute der Parsons The New School for Design erhielt sie den Auftrag für das MacArthur Park Public Art Program sieben Totemskulpturen mit dem Titel La Jungla anzufertigen. Im August 1985 kehrte Mendieta aus Rom nach New York zurück.
Am 8. September 1985 starb Ana Mendieta durch einen Sturz aus dem 34. Stockwerk ihres New Yorker Apartments. Über die Umstände des Todes existieren keine gesicherten Erkenntnisse. Laut der Familie Mendietas plante diese, sich von Andre scheiden zu lassen, da dieser fremdgegangen sei. Hingegen gab es auch die Zeugenaussage von Nancy Spero, die von einem geplanten Urlaub Mendietas und Andres sprach. In der Wohnung war es zu einem Streit zwischen den beiden gekommen, in dessen Verlauf es zu dem Sturz kam. Andre beschrieb den Vorfall in einem Anruf beim Notruf folgendermaßen: „My wife is an artist, and I'm an artist, and we had a quarrel about the fact that I was more, eh, exposed to the public than she was. And she went to the bedroom, and I went after her, and she went out the window.“ In der Folge machte Andre widersprüchliche Aussagen zum Hergang. Im Jahr 1988 wurde er jedoch in einem Gerichtsverfahren, in dem ihm Mord zweiten Grades vorgeworfen wurde, aufgrund von begründeten Zweifeln vom Richter freigesprochen. Die Ermittlungen und Prozessführung wurden als ungründlich kritisiert. Der Tod Mendietas polarisierte deshalb die New Yorker Kunstszene sowie die weitere Kunstwelt in den folgenden Jahren.

## Werk
Als Mendieta in den frühen 1970er-Jahren noch Studentin an der Iowa State University war, führte sie Performances vor Publikum durch. Diese Vorgehensweise gab sie jedoch in der Folge auf und arbeitete an der Schnittstelle zwischen Performance und körperbezogener Kunst sowie Land Art. Sie entwickelte performancebasierten Aktionen in der Landschaft, die sie filmisch und photographisch dokumentierte und erst mit zeitlicher Verzögerung dem Publikum zugänglich machte, während das ursprüngliche Werk in einem privaten Prozess entstanden war. Damit verschwamm auch die Grenze zwischen Kunstwerk und Dokumentation. Eine direkte Interaktion mit dem Publikum war dabei nicht vorgesehen. Die so entstandenen Werke definierte Mendieta als earth-body work. Sie bezog sich in ihren Arbeiten auf Symbole, die sie aus verschiedenen Kulturen adaptiere. So bezog sie sich auf die indigenen Einwohner Nordamerikas, afro-kubanische Traditionen und indigene Kulturen Mexikos. Mit diesen Aneignungen positionierte sich Mendieta außerhalb des modernen und post-modernen Kunstdiskurses, diese Selbstzuschreibung wurde aber von Kunstkritik und -geschichte nicht immer aufgegriffen.
Da sie viele ihrer Werke in vergänglichen Materialien ausführte, sind diese vor allem über die Dokumentation durch Dias, Fotografien, Drucke und Künstlerbücher überliefert. Mit fast 80 Filmen von ihren Performances gehört sie zudem zu den produktivsten Film-Künstlern ihrer Generation. Mendietas Nachlass wird von der New Yorker Galerie Lelong verwaltet, seit 2010 gemeinsam mit der Alison Jacques Gallery in London. Daneben ist sie in den Sammlungen zahlreicher Museen wie dem Solomon R. Guggenheim Museum, Metropolitan Museum of Art, Whitney Museum of American Art, Museum of Modern Art, New York, The Art Institute of Chicago, Centre Pompidou, der Tate Gallery of Modern Art und der Sammlung Verbund Wien vertreten.

### Performances
Nachdem sich Mendieta als Studentin anfangs mit Malerei beschäftigt hatte, wandte sie sich im Rahmen der von Hans Breder veranstalteten Intermedia-Seminare an der Iowa State University der Performance zu. Ihre erste derartige Arbeit war Death of a Chicken. Diese war Mendietas einzige Performance, die ein Tieropfer umfasste, während sie in der Folge noch mehrmals Blut einsetzte. Es folgten Performances wie Untitled (Grass on Woman), die auch als ihr erstes earth-body work gilt, Untitled (Facial Cosmetic Variations) und Untitled (Facial Hair Transplant). Die beiden letzteren standen nicht nur in Beziehung zum Wiener Aktionismus, sondern auch zu Ritualen der Santería. Mendieta selbst stammte aus einem katholischen Haushalt, nur die Bediensteten der Familie praktizierten Santería. Über die materiellen und rituellen Aspekte dieser Religion stellte sie die Verbindung zu ihrem Herkunftsland her. Mit diesen Arbeiten stach Mendieta unter den Teilnehmern von Breders Seminaren hervor: Sie war nicht nur die einzige Frau, sondern setzte sich mit dem offensiven Einsatz ihres Körpers und von Blut auch von den eher der Konzeptkunst zuzuordnenden Werken der Kommilitonen ab.
Während ihres Studiums fertigte Mendieta eine Serie von Photographien namens Glass on Body Imprints an, für die sie Teile ihres Körpers, insbesondere Gesicht, Brüste und Gesäß, gegen eine Plexiglasplatte presste. Zum einen wies diese Inszenierung auf die Bedeutung des Mediums für die Darstellung bei gleichzeitiger Einengung des Subjekts hin. Zum anderen hatte diese Serie auch eine dezidiert politische Bedeutung: So reproduzierte Mendieta beispielsweise mit der platten Nase oder den großen Lippen, die durch den Kontakt mit der Glasplatte entstanden, rassistische Stereotype.
Mendieta adressierte in drei Aktionen, die eine schockierende Wirkung entfalten sollten, das Thema der Gewalt gegen Frauen. Die Aktion Rape Scene inszenierte sie in ihrer Wohnung in Iowa City, in die sie das Publikum einlud. Dieses fand Mendieta dort über einen Tisch gebeugt vor, die Hose bis zu den Füßen hinuntergezogen und Gesäß und Beine mit Blut beschmiert. Auf dem Boden um den Tisch herum lagen Zigaretten und Scherben. In ihrer Inszenierung folgte die Künstlerin der Schilderung in Zeitungsartikeln, deren Horror sie evozieren wollte.

### Earth-body works

#### Siluetas
Die Siluetas-Serie stellt einen der bedeutendsten Werkkomplexe Mendietas dar. Diese Werke, die sie mit unterschiedlichen Materialien umsetzte, hatten alle die Silhouette ihres Körpers als gemeinsamen Gegenstand. Dieser wurde vom Werk getrennt, blieb aber als unsichtbarer Körper durch die Form Gegenstand des Blicks. Als erstes Werk dieser Serie gilt Imágen de Yágul, das jedoch erst im Nachhinein von der Künstlerin als solches bezeichnet wurde. Es entstand 1973 während der zweiten Reise Mendietas nach Oaxaca, auf der sie einen neuen künstlerischen Ausdruck entwickelte. Mit diesen Arbeiten griff sie direkt in die Umwelt ein. Sie verkörperten das Potenzial, sich mit dem Körper des Raums zu bemächtigen und diesen zu verändern. Durch das Eingreifen in die natürlichen und gesellschaftlichen Ordnungen schuf Mendieta Möglichkeitsräume. Für spätere Körper-Performances, die unter dem Titel Siluetas zwischen 1973 und 1977 in Mexiko entstanden, wo sie sich in den Sommermonaten aufhielt, schuf sie in Landschaften mit Erde, Pflanzen, Feuer und Wasser „ephemere Produktionen von großer Schönheit und emotionaler Kraft“. Diese Arbeiten an der Grenze von Performance und skulpturaler Arbeit sind nur durch Photographien und Filmaufnahmen dokumentiert, womit die Parameter von Skulptur und physischem Raum erweitert wurden. Diese Materialität des Werkes stellt aber auch besondere konservatorische Herausforderungen an die bewahrenden Institutionen. Letztendlich nehmen die photographischen und filmischen Dokumentationen den Status eigener Werke an.
Mendieta bemerkte zu ihren Siluetas: „Ich habe einen Dialog zwischen der Landschaft und dem weiblichen Körper [basierend auf meiner eigenen Silhouette] vollzogen. Ich glaube, dass es direkt der Tatsache geschuldet ist, dass ich in meiner Jugend aus meinem Heimatland [Kuba] gerissen wurde. Das Gefühl, aus dem Mutterleib [Natur] ausgeworfen worden zu sein, ist überwältigend. Meine Kunst erlaubt mir, die Bindunge, die mich mit dem Universum vereinen, wieder zu ergründen. Sie ist eine Rückkehr zur mütterlichen Quelle. […] Dieser obsessive Bekräftigungsakt meiner Verbundenheit mit der Erde ist tatsächlich eine Bekräftigung urzeitlichen Glaubens an eine omnipräsente weibliche Kraft, das Nachbild des Umgebenseins im Mutterleib und ein Ausdruck meines Durstes nach dem Sein.“
Eine bedeutende Arbeit dieser Werkgruppe schuf Mendieta 1975 mit der Silueta de Yamaya am Old Man's Creek. Auf einem mit rotem Samt versehenem Floß arrangierte sie weiße Blumen in Form ihres Körperumrisses. Kurze Zeit später folgte mit Silueta de Cenizas die erste Arbeit, für die Mendieta Feuer einsetzte. Den Schriften Mircea Eliades folgend verstand sie Wasser und Feuer als Energiequellen und symbolische Medien, die sich etwa auf die Taufe oder den Übergang der Seele vom Tod zur Wiedergeburt bezogen. Im November I975 filmte Mendieta die Aktion Alma Silueta en Fuego, die darin bestand, eine aus weißem Papier hergestellte Silhouette zu verbrennen. Bereits zuvor hatte sie für eine ähnliche Aktion weißes Papier als Leichentuch verwendet, da aber keine symbolische Leiche vorhanden war, blieb nur die Asche des Papiers in der ausgehöhlten Körperform im Boden zurück.

#### Rupestrian Sculptures
In Kuba schuf sie 1981 die Rupestrian Sculptures, eine Reihe von semiabstrakten Figuren, die sie in den weichen Fels der Höhlen des Jaruco-Parks gravierte, und denen sie Namen von Göttinnen gab, die von den indigenen Taíno verehrt werden.

## Rezeption

### Stellung im Kunstbetrieb
Ana Mendieta war Gegenstand gegenläufiger Rezeptionsweisen. Ihr Tod unter ungeklärten Umständen fiel in eine Zeit verstärkter Diskussionen um Fragen von Zentrum und Peripherie, Multikulturalismus und einer aufstrebenden globalen Kulturszene. Sowohl ihre Biografie als auch ihr künstlerisches Schaffen wurden in diesen Kontexten von verschiedenen Akteuren wie Carl Andre, Feministinnen, Kunsthistorikern und die New Yorker Kunstszene für persönliche, soziale und politische Zielsetzungen instrumentalisiert. Dieser Umstand trug auch dazu bei, dass ihr Schaffen und Leben in weiten Teilen nur wenig bekannt und erforscht waren. Erschwerend kam zudem hinzu, dass ein ungünstiges Klima gegenüber Mendieta in der Kunstkritik herrschte und große Teile ihres Werks bis in die späten 1990er-Jahre nicht zugänglich waren. Mendieta wurde formell nicht durch eine Galerie vertreten und die Familie war sich nicht sicher, wie mit dem künstlerischen Nachlass, zu dem tausende Dias, 81 Super-8-Filme, hunderte fotografische Abzüge, Negative, Zeichnungen und Korrespondenzen gehörten, verfahren werden sollte. Erst 1991 erhielt die Galerie Lelong in New York den Auftrag, den Nachlass zu vertreten. Ab diesem Punkt konnten Forscher Einsicht nehmen sowie Publikationen und Ausstellungen erstellt werden. Ebenso gab es eine fotografische Edition von 21 Bildern der Siluetas-Serie aus Iowa und Mexiko in den 1970er-Jahren. Diese Edition und eine erste Ausstellung von einigen Zeichnungen und Skulpturen 1988 im New Yorker New Museum of Contemporary Art, die bis 1990 noch in der Galerie Los Angeles Contemporary Exhibitions und dem Aspen Art Museum gezeigt wurde, prägten das Bild von Mendietas Werk für die Dekade nach ihrem Tod.
Erst Mitte der 1990er-Jahre erhielten die Werke, die Mendieta in den frühen 1970er-Jahren an der University of Iowa angefertigt hatte, Aufmerksamkeit. Das Interesse von Kunsthistorikern wie Julia P. Herzberg und der spanischen Kuratorin Gloria Moure führte dazu, dass die Galerie Lelong breiteren Zugang zum Archiv gewährte, indem es 1998 und 1999 das Inventar der Dias erstellte und diese chronologisch geordnet. Anfang der 2000er-Jahre begannen die Familie und Galerie Lelong mit der Restaurierung der filmischen Arbeiten. In diese Zeit fielen auch weitere Ausstellungen wie vom Centro Galego de Arte Contemporánea in Santiago de Compostela im Jahr 1996 und eine Wanderausstellung des Washingtoner Hirshhorn Museum and Sculpture Garden im Jahr 2004, in der auch erstmals die filmischen Arbeiten Mendietas gezeigt wurden. Diese Entwicklung führte dazu, dass Mendieta in der Folge als anerkannte Performance- und Land-Art-Künstlern wie Rebecca Horn, Marina Abramović, Bruce Nauman, Hans Breder, Nancy Spero, Carolee Schneemann und Vito Acconci rezipiert wurde. Dennoch blieben viele ihrer Arbeiten unpubliziert und damit selbst der kunsthistorischen Forschung verborgen. Als Problem betrachteten dabei Kuratoren und Autoren auch, dass nicht klar ist, welche der vielen Fotografien Mendieta selbst hätte der Öffentlichkeit zugänglich machen wollen, da viele ihrer Arbeiten aufgrund mangelnder Ausstellungsmöglichkeiten zu ihren Lebzeiten nicht präsentiert wurden. Die meisten posthum veröffentlichten Bilder wiesen daher auch Indikatoren wie Annotationen oder Probedrucke auf, die eine Publikationsabsicht Mendietas nahegelegt haben. Ein Versuch darüber hinaus bisher nicht gezeigte Arbeiten und Dokumentationen bereits bekannter Werke Mendietas zugänglich zu machen unternahm Olga Viso mit der Ausstellung Unseen Mendieta. The Unfinished Works of Ana Mendieta im Jahr 2008. 2018 wurde im Berliner Martin-Gropius-Bau das filmische Schaffen Mendietas in der Ausstellung Covered in Time and History: Die Filme von Ana Mendieta präsentiert.

### Proteste: Where is Ana Mendieta?
Ana Mendieta war aufgrund der Umstände ihres Todes und ihrem Status in der Kunstgeschichte immer wieder Gegenstand von Protesten. Als 1992 das Guggenheim SoHo eröffnet wurde, gab es eine Demonstration von 500 Feministinnen, die unter anderem Plakate mit der Aufschrift „Where Is Ana Mendieta?“ trugen. Zu dieser Zeit richtete sich der Protest gegen die Ignoranz des Kunstbetriebs gegenüber dem Schaffen von Mendieta, das vor allem Gegenstand feministischer Kunstkritik war. Aber selbst nachdem Mendieta in renommierten Museen ausgestellt wurde, blieb sie ein Symbol für den Kampf von Frauen im Kanon der Kunstgeschichte. So demonstrierten anlässlich der Eröffnung des Erweiterungsbaus der Tate Gallery of Modern Art in London Mitte Juni 2016 Aktivistinnen der Gruppen WHEREISANAMENDIETA und Sisters Uncut gegen die fehlende Repräsentation von Mendieta im Museum. Die Tate Modern besitzt fünf Werke Mendietas, von denen keines zur Eröffnung der Museumserweiterung ausgestellt war, während von den zehn Werken Carl Andres einige in der Präsentation enthalten waren. Der Protest richtete sich gegen dieses Ungleichgewicht der Kanonisierung, das vor allem Women of Color ausschließen würde.

### Künstlerische Rezeption
Ana Mendieta übte sowohl mit ihrem künstlerischen Schaffen als auch aufgrund der Umstände ihres Todes insbesondere Einfluss auf Künstlerinnen im Kontext einer feministischen Kunst aus. Darüber hinaus ist sie ein wichtiger Bezugspunkt für die kubanische Kunstszene der späten 1980er- und frühen 1990er-Jahre gewesen. So setzte sich beispielsweise die kubanische Künstlerin Tania Bruguera in ihrem Frühwerk mit Mendietas auf ihren Körper bezogenen Performances auseinander, die sie neu interpretierte. Vom Tod Mendietas an bis 1996 Tribute to Ana Mendieta schuf sie Neuinterpretationen, die über eine bloße werktreue Reinszenierung hinausgingen und damit den Bann der künstlerischen Originalität brechen sollten. Dabei vertrat Bruguera zudem die Position, dass allein diese Art der Vergegenwärtigung, nicht aber die Dokumentation, den Performances als Kunstwerk gerecht werden könne.
Eine bedeutende Bezugnahme stellte eine Serie von Hommagen an Ana Mendieta durch Nancy Spero, die mit der verstorbenen Künstlerin befreundet war und mehrfach an gemeinsamen politischen Aktionen teilnahm, in den frühen 1990er-Jahren dar. Unter anderem wiederholte sie die Performance Body Tracks (Rastros Corporales), der sie am 8. April 1982 im Kunstraum Franklin Furnace in New York beigewohnt hatte. Mendieta hinterließ mit Tierblut Hand- und Armabdrücke auf an der Wand fixierten Papier und ließ sich dann, die Hände und Arme weiterhin auf das Papier gepresst, zu Boden gleiten. Bezugnahmen auf bekannte Vorreiterinnen sind in der Praxis der feministischen Kunst nicht unüblich und werden meist von jüngeren Künstlerinnen vorgenommen. Dieses generationenverhältnis kehrte die deutlich ältere Spero in ihren Hommagen an Mendieta um. Die erste Bezugnahme erfolgte 1991 situativ. Spero sollte eine Wandinstallation im Von der Heydt-Museum in Wuppertal ausführen, die unter dem Titel Ballad to Marie Sanders. The Jew's Whore nach einem Werk von Bertolt Brecht den weiblichen Opferstatus thematisieren sollte. Als nach der Ausführung noch Wandfläche vorhanden war, ließ sie eine Assistentin mit roter Farbe Mendietas Performance von 1982 wiederholen. 1993 wiederholte Spero diese Performance mit ihrem eigenen Körper anlässlich der Whitney Museum Biennial in New York City. In diesem Fall wurde die Performance geprobt und sorgfältig dokumentiert. Eine zweite Wiederholung nahm sie 1995 im Aldrich Contemporary Art Museum in Connecticut vor. Abgesehen von dieser künstlerischen Bezugnahme veröffentlichte Spero 1992 zudem den Text Tracing Ana Mendieta, in dem sie sich mit Mendietas Kunst in der Landschaft auseinandersetzt.
Im Jahr 1993 wurde im Journal Hispamérica ein Gedicht von Nancy Morejón mit dem Titel Ana Mendieta veröffentlicht.
Anlässlich der Ausstellung Where is Ana Mendieta? Donde está Ana Mendieta? 25 Years Later in der Bobst Library der State University of New York, die vom 1. August bis 8. Oktober 2010 stattfand und neben Werken Mendietas auch Archivadokumente und Richard Moves Dokumentarfilm BloodWork: The Ana Mendieta Story umfasste, fand ein gleichnamiges Symposium statt. Dort behandelten die Teilnehmer Kat Griefen, Direktorin der A.I.R. Gallery, Genevieve Hyacinthe, Kunsthistorikerin der State University of New York, José Esteban Muñoz, Direktor des dortigen Performance Studies-Programms, Diane Taylor, Kunsthistorikerin an der New York University, und Carolee Schneemann, Performance-Künstlerin und Freundin Mendietas, auch explizit die Umstände des Todes Medietas und thematisierten den Freispruch Andres als ungerecht.